# Wimshurstova indukční elektrika

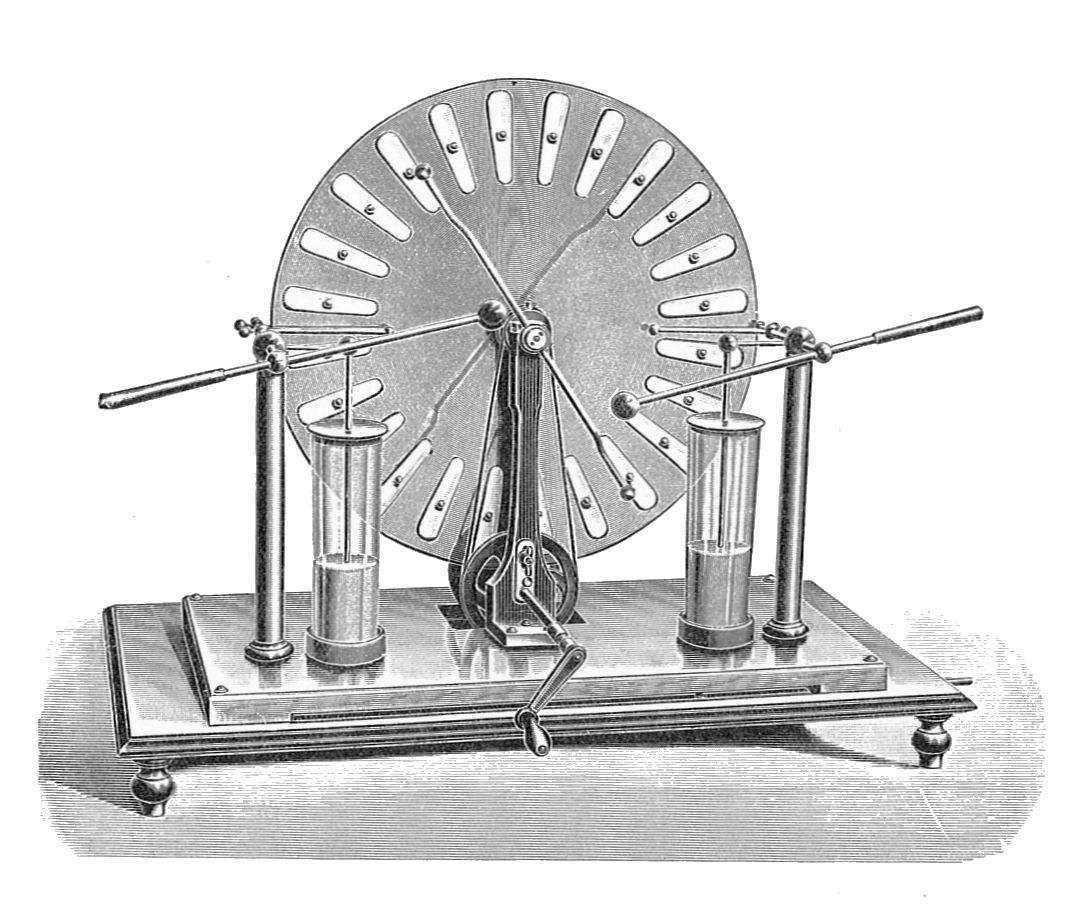
Wimshurstova indukční elektrika

Wimshurstova indukční elektrika nebo Wimshurstův indukční/elektrostatický generátor (Wimshurst machine), je přístroj na generování vysokého napětí, který v letech 1880-1883 vyvinul britský vynálezce James Wimshurst (1832-1903). Má charakteristický vzhled se dvěma velkými protiběžně rotujícími kotouči, dvěma zkříženými tyčemi s kovovými kartáči a jiskřištěm tvořeným dvěma kovovými koulemi.

## Popis

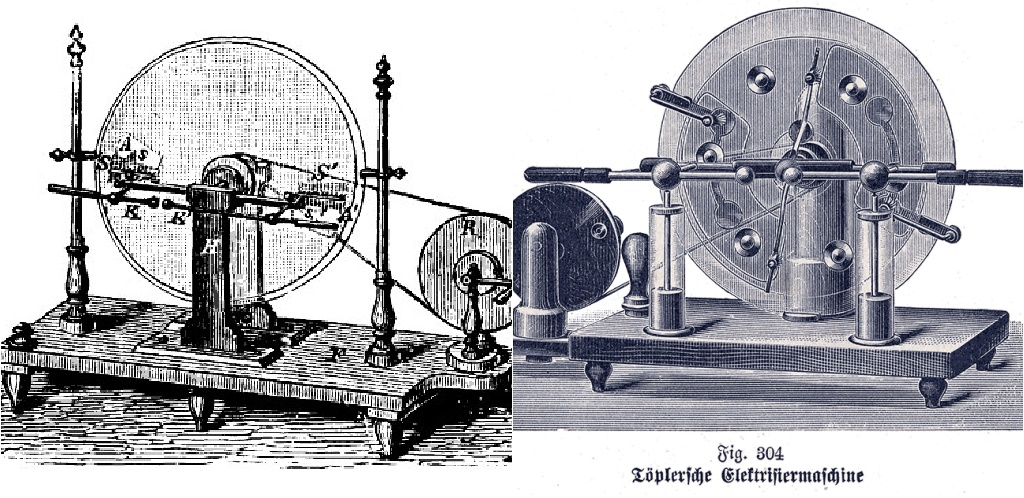
Indukční generátory podle Holtze (vlevo) a podle Toeplera (vpravo).

Tato zařízení patří do skupiny elektrostatických generátorů nazývaných indukční přístroje, které oddělují elektrické náboje pomocí elektrostatické indukce, přičemž jejich činnost není závislá na tření. Předchozí přístroje této třídy vyvinuli Wilhelm Holtz (v letech 1865 a 1867), August Toepler (1865), J. Robert Voss (1880) a další. Starší stroje jsou méně účinné a vykazují nepředvídatelnou tendenci k přepínání polarity, zatímco Wimshurstův generátor tyto závady nemá. 
Ve Wimshurstově generátoru se dva kotouče z elektroizolačního materiálu a jejich kovové sektory otáčejí v opačných směrech kolem zkřížených kovových neutralizačních tyčí a jejich kartáčů. Náhodná nerovnováha nábojů vyvolává elektrostatickou indukci při otáčení kotoučů, náboje se zesilují a zachycují dvěma páry kartáčů nebo kovových hřebenů s hroty umístěnými v blízkosti povrchu každého disku. Tyto sběrače jsou namontovány na izolačních podpěrách a připojeny k výstupním svorkám. Kladná zpětná vazba exponenciálně zvyšuje hromadící se náboje, dokud není dosaženo průrazného napětí (dielektrické pevnosti) vzduchu a přes mezeru nepřeskočí elektrická jiskra.
Generátor se teoreticky nespustí sám, což znamená, že pokud žádný ze sektorů na discích nemá elektrický náboj, není nic, co by indukcí vyvolalo náboj v dalších sektorech. V praxi však stačí i malý zbytkový náboj na kterémkoli sektoru k tomu, aby se proces rozběhl, jakmile se disky začnou otáčet. Zařízení uspokojivě funguje pouze v suchém prostředí. K otáčení disků proti elektrickému poli je zapotřebí mechanická energie, kterou stroj přeměňuje na elektrickou energii jiskry. Izolace a velikost generátoru určují maximální výstupní napětí, kterého lze dosáhnout. Akumulovanou energii jiskry lze zvýšit přidáním dvojice leidenských lahví, což je dřívější typ kondenzátoru vhodný pro vysoké napětí. Vnitřní vodivé polepy lahví jsou nezávisle připojeny ke každé z výstupních svorek a vnější polepy lahví jsou vzájemně propojeny.

## Princip činnosti
Dva proti sobě rotující kotouče z elektroizolačního materiálu mají na své vnější povrchy nalepen sudý počet kovových sektorů. Stroj je vybaven čtyřmi malými kartáčky, dvěma na každé straně stroje na neutralizačních tyčích, a další dvojicí kartáčků nebo hřebenů pro sběr náboje. Tyto sběrné kartáčky jsou obvykle namontovány ve vodorovné rovině a dotýkají se sektorů na předních i zadních kotoučích. Pokud se místo kartáčků použijí kovové sběrače se sacími hroty (hřebeny), umísťují se co nejblíže sektorům, ale nedotýkají se jich. Systémy pro sběr náboje jsou obvykle připojeny k příslušným leidenským lahvím.
Neutralizační tyče, které spolu při rotaci na okamžik propojují protilehlé sektory, tvoří tvar písmene X. Úhel těchto tyčí lze obvykle měnit od 30° k vodorovné rovině až po 60°. Je nezbytné, aby neutralizační tyče byly skloněny tak, aby se sektory na discích spojily s neutralizační tyčí před dosažením svislé polohy. Například pokud se kotouč při pohledu zepředu otáčí ve směru hodinových ručiček, musí být neutralizační tyč nakloněna nahoře doleva a směrem dolů doprava. 

Animace znázorňující cyklus nabíjení při provozu generátoru.

Komentář k animaci: K zahájení procesu nabíjení stačí jakýkoli malý náboj na kterémkoli z obou disků. Předpokládejme tedy, že některé sektory na předním disku (spodní řetězec A O O O O) jsou kladně nabité O a že se přední disk otáčí proti směru hodinových ručiček (v animaci zprava doleva). Jakmile se kladně nabitý sektor O předního disku při svém pohybu dostane na místo proti poloze kartáčku na zadní neutralizační tyči ↓Y, vyvolává polarizaci náboje na neutralizační tyči (horní vodorovná černá čára Y1---Y), která přitahuje záporný  náboj O na sektor bezprostředně naproti němu a kladný náboj O na opačném sektoru téhož zadního disku vzdálený o 180°. Na pozici ↓Y zadního disku se tím horní čtverec stává zeleným O → O a na pozici ↓Y1 zadního disku se horní čtverec stává červeným O → O.
Když  tento druhý kladný náboj O na zadním disku dosáhne místa, kde je proti němu kartáček X přední neutralizační tyče (znázorněné čarou X---X1), vyvolá indukcí záporný náboj O v příslušném sektoru X na předním disku a současně kladný náboj O v sektoru X1 na opačné straně předního disku. Úhlová vzdálenost mezi sektory X a X1 je 180°. Spodní čtverec X se změní na zelený O → O a spodní čtverec X1 se změní na červený O → O. Kladné náboje se shromažďují z obou stran disků v bodech Z a záporné náboje se shromažďují v protějších bodech obou disků vzdálených o 180° (v animaci nejsou označeny).
Proces se opakuje, přičemž každý náboj na předním disku A vyvolá náboj na zadním disku B, který vyvolá další náboj na A atd. Tento proces však sám o sobě nezpůsobí vysoké napětí, kterého se ve skutečnosti dosáhne, protože náboj indukovaný na B bude nutně menší než náboj na A, který jej indukcí vyvolává. Exponenciální nárůst napětí je způsoben skutečností, že každé napětí, které se objeví na pólech  stroje, je zdrojem elektrického pole napříč strojem, které významně přispívá k polarizaci neutralizačních tyčí. Je zřejmé, že čím větší je napětí na pólech, tím větší je stupeň polarizace a tím rychleji se stroj nabíjí. Tato smyčka kladné zpětné vazby je nakonec důležitější než výše popsaný proces přenosu náboje, který slouží pouze k nastartování procesu. Energie generovaná strojem pochází z práce vykonané při oddělování nábojů na sektorech od nábojů na polarizovaných neutralizačních tyčích v okamžiku, kdy přeruší kontakt.
Maximální rozdíl potenciálů, kterého lze dosáhnout, je omezen především maximálním napětím, které lze udržet v sektorech na kotoučích mezi neutralizačními tyčemi, které jsou vždy na nulovém potenciálu, a póly. Tato vzdálenost je maximální, když jsou neutralizační tyče co nejblíže svislé poloze. Kdyby byly tyče skutečně svislé, elektrické pole, jehož siločáry jsou přibližně horizontální, by je samozřejmě nepolarizovalo a stroj by přestal fungovat.

## Bezpečnost
Typický Wimshurstův generátor může vytvářet jiskry o délce asi třetiny průměru kotouče, což odpovídá napětí jednotek až desítek kV s proudem do několika desítek μA. Za těchto podmínek poskytují malé demonstrační generátory výboje s energií pod 350 mJ, což je hluboko pod hranicí bezpečnostních norem (5 000 mJ) pro tento typ úrazů elektrickým proudem. Zasažení lidského těla jejich elektrickým výbojem je  nepříjemné, ale nebývá životu nebezpečné. Takový výboj však může zničit citlivé elektronické součástky.

## Využití

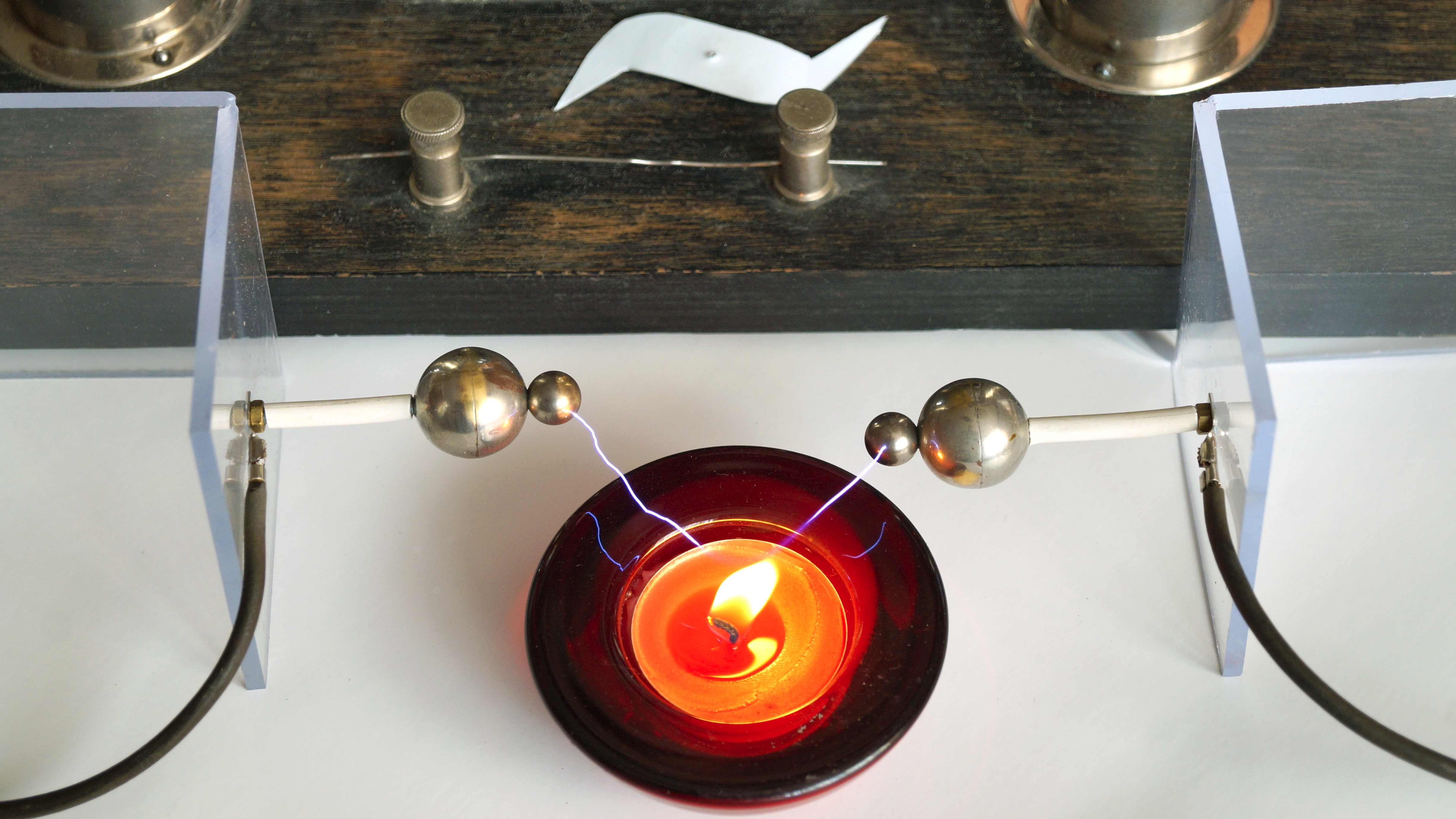
Plamen svíčky v elektrickém poli elektrostatického generátoru.

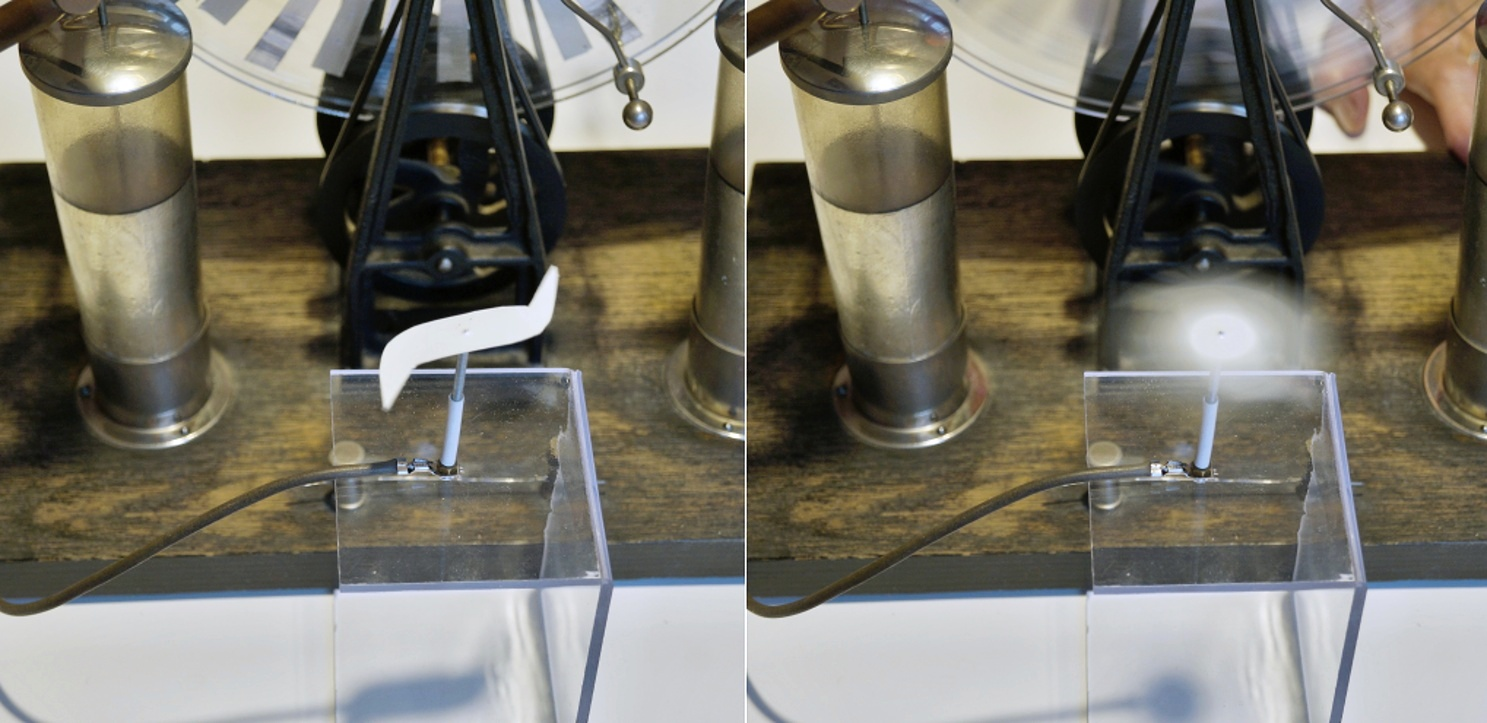
Malý iontový větrník připojen k elektrostatickému generátoru (vlevo). Větrník rotující vlivem intového větru (vpravo).

Wimshurstovy indukční generátory se v 19. století používaly ve fyzikálním výzkumu. V prvních dvou desetiletích 20. století se příležitostně používaly také jako zdroje vysokého napětí pro napájení Crookesových výbojek resp. rentgenek první generace, i když častěji se používaly Holtzovy generátory a indukční cívky. Dnes se Wimshurstovy indukční generátory používají pouze ve vědeckých muzeích a ve školství k demonstraci principů elektrostatiky. Zajímavých fyzikálních experimentů tohoto druhu je víc. Jako příklad lze uvést třeba vliv silného elektrického pole na plamen svíčky nebo malý elektrický (iontový) větrník. Plamen svíčky mezi elektrodami fungujícího generátoru se naklání k jedné z nich. Slabě ionizovaný plyn uvnitř plamene obsahuje kladné a záporné ionty. Kladné ionty (kationty) mají větší hmotnost než ionty záporné, více ovlivňují tvar plamene a ten se proto přiklání k záporné elektrodě generátoru.
Rotor iontového větrníku (malé elektrostatické turbíny) bývá z tenkého plechu vyváženého v těžišti horizontálně na svislé jehle. Pokud má rotor vhodný tvar třeba písmene Z, dochází na jeho protilehlých hrotech k ionizaci vzduchu. Vzniká iontový vítr, který větrník na principu akce a reakce roztočí.